# Meioneta castanea
Meioneta castanea là một loài nhện trong họ Linyphiidae.
Loài này thuộc chi Meioneta. Meioneta castanea được Alfred Frank Millidge miêu tả năm 1991.